# Kongreß-Verlag
Der Kongreß-Verlag war ein Verlag in Ost-Berlin von 1948 bis 1962.

## Geschichte
Im Januar 1948 wurde der Kongreß-Verlag gegründet. Er veröffentlichte Schriften des Deutschen Volksrats, der kurz zuvor auf Initiative der SED gegründet worden war. Seit Anfang 1950 war er der Verlag der Nationalen Front der DDR.
Im Kongreß-Verlag erschienen vor allem Schriften politischen und propagandistischen Inhalts, besonders zur Völkerfreundschaft, zur politischen  Auseinandersetzung mit den westlichen Ländern und zum Widerstandskampf in der Zeit des Nationalsozialismus.
Am 31. Dezember 1962 wurde der Verlag aufgelöst. Gründe waren mangelnder Absatz und inhaltliche Überschneidungen mit anderen Verlagen.

## Persönlichkeiten
Gesellschafter
- Erich Gniffke (SED)
- Arthur Lieutenant (LDPD)
- Frieda Malter (FDGB)
- Otto Nuschke (CDU)
- Walter Ulbricht (SED)

Verlagsleiter
- Kurt Grüne, 1948–1954
- Kurt Noack  1955–1959
- Käthe Krieg, 1960–1962